# Dominic Calvert-Lewin
Dominic Nathaniel Calvert-Lewin (Sheffield, 16 de março de 1997), mais conhecido como Calvert-Lewin ou simplesmente DCL, é um futebolista inglês que atua como centroavante. Atualmente está no Leeds United.
Natural de Sheffield, ele começou sua carreira no time local, o Sheffield United, fazendo sua estreia como profissional emprestado ao Stalybridge Celtic da Conference North, disputando parte da quinta divisão inglesa, em dezembro de 2014. Ele passou a primeira metade da temporada 2015–16 emprestado ao Northampton Town para a disputa da League Two e, em agosto de 2016, ele ingressou no Everton numa transferência de £1,5 milhão. Calvert-Lewin fez parte da Seleção Sub-20 da Inglaterra que conquistou a Copa do Mundo de 2017, marcando o gol do título na final contra a Venezuela aos 35 minutos do primeiro tempo.

## Carreira

### Sheffield United
Calvert-Lewin ingressou na Academia Juvenil de Sheffield United em 28 de abril de 2005. Depois de progredir na classificação da base do Sheffield United, aos 16 anos, ele assinou uma bolsa de estudos pelo clube. Calvert-Lewin apareceu na equipe profissional do clube pela primeira vez como um substituto não utilizado, em uma vitória por 2–1 sobre o Aston Villa na terceira rodada da FA Cup em 4 de janeiro de 2014. Depois disso, ele foi premiado com o "The 11" da League Football Education. 
Em 24 de dezembro de 2014, Calvert-Lewin foi emprestado à equipe Stalybridge Celtic da Conference North. Dois dias depois, ele marcou duas vezes em sua estréia, em uma vitória por 4–2 no Hyde United e marcou contra eles novamente no jogo reverso em 1º de janeiro, em uma vitória por 7–1.  No início de fevereiro de 2015, Calvert-Lewin voltou ao Sheffield, tendo marcado seis vezes em cinco jogos durante seu breve empréstimo.
No início de abril de 2015, ele assinou um novo contrato de longo prazo para mantê-lo em Bramall Lane até o verão de 2018. Calvert-Lewin fez sua estréia profissional pela equipe principal em 25 de abril na League One, em um empate por 1-1 contra Leyton Orient, como um substituto aos 66 minutos. No final da temporada 2014-15, ele fez duas aparições. No torneio de pré-temporada do clube antes da temporada 2015-16, Calvert-Lewin marcou em um amistoso, em uma vitória por 1-0 sobre Ilkeston em 9 de julho. Após a partida, o gerente Nigel Adkins deu a entender que Calvert-Lewin ganhara uma chance no primeiro time na temporada 2015-16.
Em 7 de agosto de 2015, Calvert-Lewin juntou-se à equipe da League Two, Northampton Town, por empréstimo até janeiro. Ele fez sua estreia quatro dias depois, marcando uma vitória em casa por 3-0 contra o Blackpool na primeira rodada da Copa da Liga. Apesar de querer estender seu empréstimo ao clube, isso não se concretizou. Quando ele saiu, ele havia feito 26 jogos e marcado oito vezes em todas as competições.
Depois que seu período de empréstimo em Northampton Town chegou ao fim em janeiro de 2016, Calvert-Lewin voltou para a primeira equipe do Sheffield United, porém não atuou em 13 de fevereiro, como era esperado, em uma vitória por 1-0 sobre Doncaster Rovers. No entanto, ele fez nove aparições pela equipe na temporada 2015/16.
Antes da temporada 2016-17, havia indícios de que Calvert-Lewin estava ganhando espaço na primeira equipe, com seu ex-técnico Wilder nomeado como o novo treinador do Sheffield United. Ele só fez uma aparição na temporada 2016–17, que foi contra Crewe Alexandra, em uma derrota por 2–1 na campanha da Copa da Liga.